# Ulica Pułkowa w Warszawie
Ulica Pułkowa – ulica w Warszawie, część Wisłostrady. Fragment drogi krajowej nr 7 i trasy europejskiej E77. Biegnie od węzła z trasą mostu Marii Skłodowskiej-Curie do granicy z Łomiankami, gdzie przechodzi w ul. Kolejową.
Jej długość wynosi 3,13 km.
W czasach PRL, do reformy sieci drogowej w 1985 roku, była fragmentem drogi państwowej nr 10 i drogi międzynarodowej E81.